# Jacint Gayet
Jacint Gayet és un compositor català de la segona meitat del segle xviii. El seu nom apareix com a autor de dues simfonies conservades en manuscrit a l'Arxiu de la comunitat de preveres de l'església de Santa Maria de Vilafranca del Penedès, al Museu d'aquesta mateixa població. Realment, però, aquestes dues composicions instrumentades per a dos oboès, dues trompes i corda a quatre parts no són sinó arranjaments de sengles quartets orquestrals de Johann Stamitz.
Més enllà de la problemàtica de l'autoria, el fet mostra el conreu i coneixement que a la Catalunya de la dècada dels 1780 es tenia de la música instrumental del Classicisme germànic.